# فهرست قنات‌های شهرستان لنجان
جدول زیر بر اساس آمار وزارت جهاد کشاورزی تهیه شده‌است. فهرست زیر قنات‌های شهرستان لنجان در استان اصفهان را نشان می‌دهد.
| نام قنات | موقعیت                        | نزدیک‌ترین روستا | طول قنات (متر) | تعداد میله چاه | عمق مادر چاه | دبی (لیتر بر ثانیه) | سطح زیر کشت (هکتار) |
| -------- | ----------------------------- | --------------- | -------------- | -------------- | ------------ | ------------------- | ------------------- |
| نامعلوم  | بخشی نامعلوم در شهرستان لنجان | نامعلوم         | ۰              | ۰              | ۰            | ۰                   | ۰                   |